# Pennyroyal Tea
"Pennyroyal Tea" is een nummer van de Amerikaanse grungeband Nirvana. Het is het negende nummer van het derde en laatste studioalbum van de groep, In Utero, in 1993. Het zou als derde single uitgebracht worden in april 1994, maar dit ging niet door omwille van de dood van Kurt Cobain.
Op 19 april 2014 werden 6000 exemplaren van de single heruitgebracht voor Record Store Day 2014 op 7 inch vinyl.